# Lüdersdorf (Parsteinsee)
Lüdersdorf is een plaats (Ortsteil) in de Duitse gemeente Parsteinsee, deelstaat Brandenburg, en telt 320 inwoners.

## Geschiedenis
De toenmalige zelfstandige gemeente is op 1 maart 2002 op vrijwillige basis gefuseerd met de Parstein tot de gemeente Parsteinsee.

## Verkeer en vervoer

### Spoorwegen
Lüdersdorf had een station aan de spoorlijn Angermünde–Bad Freienwalde die in 1997 is stilgelegd en in 2009 is opgebroken.